# 良溪罗氏大宗祠
良溪罗氏大宗祠，位于中国广东省江门市蓬江区棠下镇良溪村。2004年9月，公布为江门市文物保护单位。2010年5月，公布为广东省文物保护单位。
罗氏大宗祠建于清康熙四十六年（1707年），以纪念广东南迁领袖罗贵。罗贵的主要事迹为，南宋绍兴元年，带领九十八户南迁江门附近，民众感其德，遂建此祠。